# Encallamiento del Galapaface I
El encallamiento del Galapaface I ocurrió a las 3:15 de la madrugada del 9 de mayo de 2014 en la zona costera de la isla San Cristóbal del archipiélago Galápagos. El navío encalló entre callos rocosos, barreras de corales o bancos de arena a la salida de Bahía Naufragio cerca de Puerto Baquerizo Moreno. Galapaface I es un buque de carga con bandera ecuatoriana, fue construido en 1979 y su puerto de origen es Guayaquil, en el momento de su encallamiento tenía almacenado 16 000 galones (más de 60 000 litros) de diésel en sus boyas. Según el Parque nacional Galápagos informó que al momento del varamiento no se registró daños ambientales ni pérdidas humanas. Se hizo un llamado a las autoridades para que actúen rápido antes que el casco sufriera una fractura que cause el derrame del combustible. Se decidió evacuar la carga para que el barco esté más liviano y con la marea alta pueda salir de su encallamiento. El 15 de mayo Ecuador declaró a las islas en estado de emergencia pese a que los 60 000 litros de diésel fueron evacuados, ya que aún existe la posibilidad de daños ambientales y alteración al ecosistema.